# USS 컨스티튜션 (NCC-1700)
스타 트렉에서 USS 컨스티튜션(영어: The USS Constitution NCC-1700)은 컨스티튜션급 계열의 프로토타입 함선이다. 제식번호는 NCC-1700이며 2245년 진수, 2277년 파괴되었다.
2267년 우주기지 11에서 수리를 거쳤다.

## 장교
1. 함장
  1. 제1대 함장 : 제독 윌리엄 제프리 (2244)
  2. 제2대 함장 : 가스 오브 이자르 (Garth of Izar) (2245~2255)
  3. 제3대 함장 : 준장 다리온 페이지 (2256)
  4. 제4대 함장 : 오겐슬러 (2257)
  5. 제5대 함장 : 준장 로버트 웨슬리 (2257~2263)
  6. 제6대 함장 : 필 워터스톤 (2263~2268)
2. 부함장 : 제임스 커크 (2257~2258)
3. 조타수 : 제임스 커크 (2257~2258)
4. 항해사 : 게리 미첼 (2255)
5. 보안 장교 : 로버트 리킨스 (2269)
6. 의학 장교 : 닥터 레오나르드 '본즈' 맥코이 (2257~2260)

## 같이 보기
- USS 엔터프라이즈 (NCC-1701, 오리지널)
- USS 엔터프라이즈 (NCC-1701, 평행 현실)
- ISS 엔터프라이즈 (NCC-1701)
- USS 컨스텔레이션 (NCC-1017)
- USS 디파이언트 (NCC-1764)
- USS 디파이언트 (NCC-1764, 거울 우주)